# Silfiac
Silfiac är en kommun i departementet Morbihan i regionen Bretagne i nordvästra Frankrike. Kommunen ligger i kantonen Cléguérec som tillhör arrondissementet Pontivy. År 2022 hade Silfiac 488 invånare.

## Befolkningsutveckling
Antalet invånare i kommunen Silfiac
| Referens: INSEE |